# Anders Rydberg
Anders Rydberg (Göteborg, 3 maart 1903 – aldaar, 26 oktober 1989) was een Zweeds voetballer die zijn gehele carrière uitkwam voor IFK Göteborg. Rydberg maakte als doelman deel uit van het Zweeds voetbalelftal dat deelnam aan het WK voetbal 1934 in Italië. Met zijn club won hij eenmaal de Zweedse landstitel (1935). Rydberg overleed op 86-jarige leeftijd.